# 梅尼勒莱特尔
梅尼勒莱特尔（法語：Mesnil-Lettre，法語發音：[mɛnil lɛtʁ]）是法国奥布省的一个市镇，属于特鲁瓦区。

## 地理
梅尼勒莱特尔（48°27'21"N, 4°15'59"E）面积8.89 平方千米，位于法国大東部大區奥布省，该省份为法国中北部省份，北起马恩省，西接塞纳-马恩省，西南至约讷省，东南至科多尔省，东临上马恩省。
与梅尼勒莱特尔接壤的市镇（或旧市镇、城区）包括：阿旺莱拉姆吕、绍德雷、奥布河畔诺让。

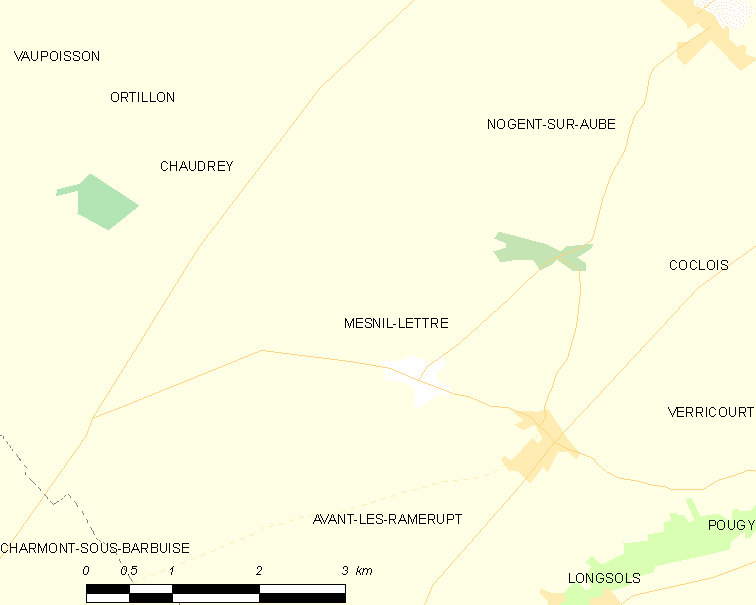
梅尼勒莱特尔的OSM定位图

梅尼勒莱特尔的时区为UTC+01:00、UTC+02:00（夏令时）。

## 行政
梅尼勒莱特尔的邮政编码为10240，INSEE市镇编码为10236。

## 政治
梅尼勒莱特尔所属的省级选区为奥布河畔阿尔西县。

## 人口

1962-2008年间梅尼勒莱特尔人口变化图示

梅尼勒莱特尔于2022年1月1日时的人口数量为58人。